# Loekovit
Loekovit of Lukovit (Bulgaars: Луковит) is een kleine stad en een gemeente in de Bulgaarse oblast Lovetsj. 

## Geografie
De gemeente Loekovit is gelegen in het noordwestelijke deel van de oblast Lovetsj. Met een oppervlakte van 453,408 vierkante kilometer maakt het 10,98% van het grondgebied van de oblast uit. De grenzen zijn als volgt:
- in het oosten - gemeente Oegartsjin;
- in het zuiden - gemeente Teteven en gemeente Jablanitsa;
- in het westen - gemeente Roman, oblast Vratsa;
- in het noorden - gemeente Tsjerven Brjag en gemeente Dolni Dabnik, oblast Pleven;
- in het noordoosten - gemeente Pleven, oblast Pleven.

## Bevolking
Op 31 december 2020 telde de stad Loekovit zelf 8.197 inwoners, terwijl de gemeente Loekovit, waarbij de elf nabijgelegen dorpen worden inbegrepen, 16.287 inwoners had. Het inwonersaantal van de stad loopt al sinds de telling van 1985 langzaam maar geleidelijk terug, terwijl de gemeente al sinds 1946 met intensieve ontvolking kampt.
Apriltsi - Letnitsa - Lovetsj - Loekovit - Oegartsjin - Teteven - Trojan - Jablanitsa